# あっぷるささき
あっぷるささき（2000年11月1日 - ）は、日本の起業家、エンジニア、DJ、トラックメーカー。

## 概要
創価高等学校、N高等学校出身。中高6年間のディベート部の経験からオンラインディベートプラットフォームの開発をきっかけにプログラミングを始める。その後、音楽アプリの開発（一般社団法人未踏運営: 未踏ジュニア'17採択）。
高校最後の3か月間アメリカ東西海岸を放浪。朝日デジタルラボが運営する動画メディア bouncy 動画ライター、塾や高校での講師、フリーランスのエンジニアを経験。2019年慶應義塾大学環境情報学部(SFC)入学(休学中)。
2020年7月に株式会社むじょうを共同創業し、スマホから故人かを偲ぶサービス葬想式をはじめ、自宅葬のここ、死んだ母の日展、死んだ父の日展、供養RAVEなどのサービス・イベントの企画開発を行う。
その他、DJやしあとのユニット「しあっぷる」のトラックメーカーとして活動。